# Siemens S55 Formula One
A Siemens S55 Formula One az S55-ös modell 2003-ban megjelent limitált darabszámú kiadása, amely a Siemens szponzori kapcsolatát ünnepli a Forma-1-ben. A készülék paraméterei megegyeznek a hagyományos S55-ös modell paramétereivel, csak a készülék borítása kapott egyedi kinézetet: sötétkék színű, a felső részen a kijelzőt körbe piros szegély veszi körül, az akkumulátor hátlapja pedig piros kockás alul egy szürke Limited Edition felirattal. A készülékből mindössze 9999 darabot adtak ki.